# Mesosemia ungulata
Mesosemia ungulata är en fjärilsart som beskrevs av Hans Ferdinand Emil Julius Stichel 1915. Mesosemia ungulata ingår i släktet Mesosemia och familjen Riodinidae. Inga underarter finns listade i Catalogue of Life.